# Johannes de Zwaan
Johannes de Zwaan (Den Haag, 26 juni 1883 – Leiden, 23 december 1957) was Nederlands theoloog en politicus. Hij was lid van de Eerste Kamer namens de CHU en hoogleraar aan de Rijksuniversiteit Leiden en de Rijksuniversiteit Groningen.

## Biografie
Johannes de Zwaan werd geboren in Den Haag en doorliep daar het gymnasium. Hij studeerde aan de Rijksuniversiteit Leiden en werd in 1906 kandidaat gesteld. Op 14 april 1907 werd hij in Heemse (Overijssel) bevestigd tot predikant. In 1909 promoveerde hij tot doctor in de theologie. Daarna werd hij predikant in Oosthoorn en Baambrugge.
In 1912 werd hij benoemd tot buitengewoon hoogleraar in het Grieks-Oosters christendom aan de Rijksuniversiteit Leiden. Op 13 februari 1914 werd hij benoemd tot hoogleraar oud-Christelijke letterkunde, uitleg Nieuwe Testament en encyclopedie der godsdienst aan de Rijksuniversiteit Groningen. In 1926/27 was hij daar rector magnificus. In 1929 vertrok De Zwaan naar Leiden, waar hij oud-Christelijke letterkunde en uitleg Nieuwe Testament doceerde aan de rijksuniversiteit. In 1938 nam De Zwaan het initiatief tot oprichting van de internationale vereniging van nieuwtestamentici, die hem in 1947 te Oslo tot eerste voorzitter koos. Op 22 mei 1953 trad hij als hoogleraar af in verband met het bereiken van de zeventigjarige leeftijd.
Hij was van 1924 tot 1929 lid van de gemeenteraad van Groningen en van 1927 tot 1929 eveneens lid van de Provinciale Staten van Groningen. In 1937 kwam hij namens de Christelijk Historische Unie in de Eerste Kamer. Hij stelde zich in 1956 niet beschikbaar voor herverkiezing. De Zwaan was vicevoorzitter van de Christelijk Historische Unie en maakte deel uit van de hoofdredactie van het dagblad De Nederlander. Tijdens de Tweede Wereldoorlog was hij van 4 mei tot 14 juli 1942 als gijzelaar geïnterneerd in Kamp Sint-Michielsgestel. De Zwaan was betrokken bij de totstandkoming van de NBG-vertaling uit 1951. Hij werd gedecoreerd tot ridder in de Orde van de Nederlandse Leeuw. Op zondag 14 april 1957 vierde hij zijn vijftigjarig ambtsjubileum als predikant.
- Bibsys: 99039091
- Biografisch Portaal: 26795900
- Digitale Bibliotheek voor de Nederlandse Letteren: zwaa011
- Gemeinsame Normdatei: 172477417
- International Standard Name Identifier: 0000 0000 4370 6215
- Library of Congress Control Number: no93010732
- Nationale Bibliotheek van Israël: 987007281809205171
- Nederlandse Thesaurus van Auteursnamen: 073144258
- Parlement.com: vg09lldmnyyt
- Système universitaire de documentation: 081136315
- Virtual International Authority File: 38946462
- WorldCat: E39PBJdWKh4kbQjCpDQTDykbh3